# Diapetimorpha
Diapetimorpha is een geslacht van insecten uit de orde vliesvleugeligen (Hymenoptera) en de familie Ichneumonidae.

## Soorten
- D. acadia Cushman, 1929
- D. alabama Cushman, 1929
- D. albispinis (Brulle, 1846)
- D. albituberculata (Cameron, 1886)
- D. amoena (Cresson, 1865)
- D. arcta (Cresson, 1874)
- D. aspila Porter, 1977
- D. bellatoria (Olivier, 1792)
- D. bispinosa (Szepligeti, 1916)
- D. brethesi (Schrottky, 1902)
- D. brunnea Townes, 1962
- D. caieteurensis (Brues & Richardson, 1913)
- D. carpocapsae (Ashmead, 1896)
- D. cognator Kasparyan & Ruiz-Cancino, 2005
- D. communis (Cresson, 1874)
- D. crassa (Brues, 1912)
- D. delfini Kasparyan & Ruiz-Cancino, 2005
- D. dorsator Kasparyan & Ruiz-Cancino, 2005
- D. ferrumequinum (Brulle, 1846)
- D. introita (Cresson, 1872)
- D. leucopygus (Taschenberg, 1876)
- D. macula (Cameron, 1886)
- D. mandibulator Kasparyan & Ruiz-Cancino, 2005
- D. monilis (Cresson, 1874)
- D. montezuma (Cameron, 1885)
- D. ornatifrons (Cameron, 1885)
- D. pedator Kasparyan & Ruiz-Cancino, 2005
- D. persimilis (Szepligeti, 1916)
- D. picta Townes, 1962
- D. postica (Brulle, 1846)
- D. pronotalis Kasparyan & Ruiz-Cancino, 2005
- D. punctatoria (Fabricius, 1804)
- D. quadrilineata Kasparyan & Ruiz-Cancino, 2005
- D. rufa (Taschenberg, 1876)
- D. ruficoxa (Szepligeti, 1916)
- D. ruficrus (Taschenberg, 1876)
- D. rufigaster Cushman, 1929
- D. rugosa Townes, 1962
- D. scitula (Cresson, 1874)
- D. simonis (Marshall, 1892)
- D. sphenos Porter, 1977
- D. spinosa (Spinola, 1840)
- D. taschenbergii (Dalla Torre, 1901)
- D. tibiator Kasparyan & Ruiz-Cancino, 2005
- D. unifasciata (Cameron, 1885)
- D. unilineata (Cameron, 1911)
- D. v-album (Taschenberg, 1876)
- D. vindicator (Fabricius, 1804)